# Paris Volley 2015-2016
Questa voce raccoglie le informazioni riguardanti il Paris Volley nelle competizioni ufficiali della stagione 2015-2016.

## Organigramma societario
Area direttiva
- Presidente: Alain Bertato

Area tecnica
- Allenatore: Dorian Rougeyron
- Allenatore in seconda: Julien Daniel
- Scout man: Anisse Guechou

Area sanitaria
- Medico: Philippe Dupont
- Preparatore atletico: Christian Kapfer
- Fisoterapista: Erwan Tanguy

## Rosa
| N° | Nome               | Ruolo | Data di nascita  | Nazionalità sportiva |
| -- | ------------------ | ----- | ---------------- | -------------------- |
| 1  | David Chaudet      | S     | 1º agosto 1993   | Francia              |
| 2  | Gabriel Lechalier  | S     | 8 agosto 1993    | Francia              |
| 3  | Davide Saitta      | P     | 23 giugno 1987   | Italia               |
| 4  | Nicholas Hoag      | S     | 19 agosto 1992   | Canada               |
| 6  | Mitja Gasparini    | S/O   | 26 giugno 1984   | Slovenia             |
| 8  | Jorge Fernández    | C     | 4 maggio 1989    | Spagna               |
| 9  | Jacopo Massari     | S     | 3 giugno 1988    | Italia               |
| 11 | Lucas Groc         | P     | 1º luglio 1997   | Francia              |
| 13 | Markus Steuerwald  | L     | 7 marzo 1989     | Germania             |
| 14 | Benjamin Henno     | S     | 3 settembre 1997 | Francia              |
| 15 | Kevin Kaba         | C     | 8 giugno 1994    | Francia              |
| 16 | Dmitrii Bahov      | S     | 23 ottobre 1990  | Moldavia             |
| 18 | Ardo Kreek         | C     | 7 agosto 1986    | Estonia              |
| 19 | Jules Blandin      | L     | 20 dicembre 1994 | Francia              |
| 20 | Dimitri Walgenwitz | P     | 11 aprile 1994   | Francia              |